# Autobahn A50 (Schweiz)
Die Schweizer Autobahn A50 verläuft im Kanton Zürich. Als kantonale Autobahn ist sie nicht vignettenpflichtig. Das auch als Umfahrung Glattfelden bekannte Autobahnteilstück führt von Zweidlen (Gemeinde Glattfelden) nördlich um den Ort Glattfelden herum. Eine Verbindung mit der ebenfalls kantonalen Autobahn A51, sowie eine mögliche Weiterführung der A50 zur deutschen Autobahn 98 ist im kantonalen Richtplan vorgesehen. Die A 98 ist als vierstreifige Autobahn ab Lörrach bis Geißlingen Bestandteil des deutschen Bundesverkehrswegeplans.